# Aucklandella ursula
Aucklandella ursula là một loài tò vò trong họ Ichneumonidae.